# Sisillius II
Sisillius II (Welsh: Saessyllt II) was volgens de legende, zoals beschreven door Geoffrey of Monmouth, koning van Brittannië van 358 v.Chr. - 352 v.Chr. Hij was de zoon van koning Guithelin en koningin Marcia en werd opgevolgd door Kinarius.